# Phoebus Levene
Phoebus Aaron Theodore Levene (Sagor, 25 febbraio 1869 – New York, 6 settembre 1940) è stato un biochimico lituano, emigrato nel 1893 negli Stati Uniti a causa dei pogrom antisemiti che avevano come bersaglio anche la sua famiglia, di origine ebraica.
Levene studiò lungamente il DNA e scoprì che esso contiene adenina, guanina, timina, citosina, deossiribosio ed un gruppo fosfato.

## Giovinezza e formazione
Nato in una famiglia ebrea con il nome di Fishel Aaronovich Levin a Sagor, nell'attuale Lituania (allora Russia), visse la sua giovinezza a San Pietroburgo (allora Pietrogrado), dove si laureò nel 1891 in medicina presso l'Accademia Medica Militare Imperiale e sviluppò la passione per la biochimica. A causa del crescente odio antisemita, emigrò con la famiglia verso gli Stati Uniti nel 1893 ed iniziò a svolgere l'attività di medico a New York.
Levene fu assunto dalla Columbia University, dove poteva svolgere ricerche biochimiche nel tempo libero, ed iniziò a pubblicare articoli sulla struttura chimica degli zuccheri. Nel 1896 fu assunto come associato al Pathological Institute del New York State Hospitals e dovette curarsi per recuperare dalla tubercolosi. In questo periodo conobbe e lavorò con chimici estremamente esperti di proteine, come Albrecht Kossel e Hermann Emil Fischer.

## Le scoperte al Rockefeller Institute

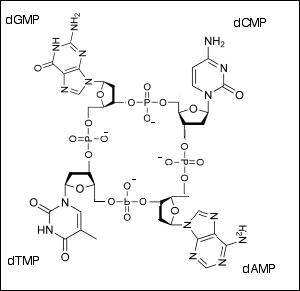
Diagramma molecolare di un ipotetico tetranucleotide, come proposto (scorrettamente) da Levene intorno al 1910

Nel 1905 Levene divenne il direttore del laboratorio di biochimica al Rockefeller Institute of Medical Research, dove trascorse il resto della carriera ed identificò i componenti del DNA (scoprì il ribosio nel 1909 ed il deossiribosio nel 1929).
Oltre a scoprirne i componenti, Levene formulò alcune ipotesi sulla struttura del DNA che si rivelarono corrette. Egli mise in luce la disposizione dei componenti secondo la sequenza ripetuta fosfato-zucchero-base, unità che chiamò per la prima volta nucleotide, ed ipotizzò che le molecole di DNA non fossero altro che filamenti composti da nucleotidi collegati tra loro attraverso i gruppi fosfato, considerati lo scheletro del DNA stesso.
Le sue idee complessive sulla struttura del DNA non si rivelarono tuttavia corrette: egli infatti riteneva anche che ci fossero solo quattro nucleotidi per molecola e, per tale motivo, escluse che il DNA potesse essere il vettore dell'informazione genetica, perché la riteneva una molecola troppo semplice per tale scopo. Intorno al 1910, Levene formulò l'ipotesi del tetranucleotide, che proponeva che il DNA fosse costituito da quantità eguali di adenina, guanina, citosina e timina. Prima della formulazione delle regole di Erwin Chargaff, tale ipotesi ebbe un successo tale da portare la maggior parte della comunità scientifica a non credere che il DNA potesse essere vettore dell'informazione genetica.
In ogni caso, il lavoro di Levene fu fondamentale per delineare la vera struttura del DNA, struttura che egli non poté tuttavia apprezzare, a causa della morte nel 1940, tredici anni prima della pubblicazione su Nature della struttura a doppia elica da parte di James Watson e Francis Crick.